# Musée du maraîchage
Le musée du maraîchage d'Eysines retrace une activité qui s'est fortement développée sur les communaux de la rive droite de la Jalle, dans une commune longtemps surnommée « le potager de Bordeaux ». Il s'intègre dans le parc intercommunal des Jalles.

## Situation
Le musée du maraîchage est hébergé dans les annexes du château Lescombes, au 198 avenue du Taillan, sur la commune d'Eysines, dans le département français de Gironde.
Il accueille le public tous les premiers dimanches du mois de 14 h 30 à 18 h ainsi que pour les journées du patrimoine et sur demande, notamment pour les groupes scolaires.

## La vie du maraîcher
La vocation maraîchère de la commune, liée à la qualité du terroir et à la présence de la jalle, est une des caractéristiques géographique et économique de son territoire.
Le dénombrement de 1856 atteste que le jardinage fait vivre 607 personnes à Eysines, soit un habitant sur 4, sans compter les journaliers spécialisés employés par les maraîchers. Au marché des Capucins, chaque commune a son espace de vente. Des épisodes de fronde ponctuent les relations houleuses avec l'administration bordelaise :
Municipaux,

Point il ne faut

Fair' de misères

Aux maraichères.
Le rythme des déplacements urbains se déroule trois fois par semaine (mardi, jeudi et samedi) : la charrette est chargée à l'avance, départ vers minuit, arrivée vers 2 h du matin après arrêt à l'octroi, le marché est censé n'ouvrir qu'au lever du jour. Les transactions ont lieu au cabaret avec les banquières qui revendent quelques heures plus tard aux marchandes de première main. La qualité des produits est exaltée par des artifices de présentation que les clients reconnaissent : lavage ou brossage des légumes racines, ensachage des pommes de terre nouvelles, ficelage des poireaux par 4 ou 6, disposition des choux-fleurs en corbeilles plates de douze pommes aux feuilles coupées.
Les besoins en eau et en fumier ont primé sur la qualité des sols.
Les aménagements hydrauliques attestés dès le Moyen Âge en font un modèle d'irrigation agricole, un avatar de la huerta andalouse.
L'appétit humique des sols siliceux nécessitait, deux fois par semaine, au retour du marché, que le maraîcher rapporte de la ville une charrette de fumier, au début de cavalerie puis d'abattoir. Il fallait y ajouter la plume de poule et les déchets de corne pour l'azote.
900 hectares arables se répartissent en 160 exploitations aux parcelles disjointes qui comportent en moyenne 2 ha de prairies pour le foin, 1 ha de vigne pour la consommation familiale, 1 ha ½ de terres labourables et 1 ha de cultures maraîchères dans le marais. Sur la parcelle maraîchère est née une véritable habitation temporaire, la cabane où l'on passe la journée, et qui joue le rôle d'abri, de resserre à outils, de lieu de préparation. Une grue métallique charge les bajolles ou les sacs sur la charrette.

## Les collections
Le musée est animé par l'association « Connaissance d'Eysines » : il expose une collection d'outils agricoles traditionnels restaurés, dans plusieurs bâtiments municipaux de caractère.
Deux évolutions récentes ont motivé la création du musée :
- la motorisation du matériel : rotovateurs, tracteurs et motoculteurs, exposés dans l'exploitation Durousseau ;
- les remembrements qui ont eu lieu depuis les années 50 et modifient le paysage : en particulier l'installation de serres en plastique et la déprise agricole. Certes la taille des exploitations reste modeste mais elle a doublé et parfois triplé, passant de 3ha (2ha de jardin et 1ha de vigne avant guerre) à parfois 9,5ha.

D'où la nécessité de garder la mémoire du passé en regroupant et valorisant les outils, des éléments architecturaux emblématiques et des témoignages oraux.

### Le pigeonnier-puits
Il abrite une collection d'outils et les panneaux d'une exposition sur le thème « Des labours à la soupe » :
- Préparer le sol
- Semer et planter
- Les travaux de sarclage, désherbage
- Fertiliser le sol
- L'arrosage
- Éliminer les parasites et les maladies
- La récolte, le transport et la vente des légumes
- La confection de la soupe.

Il a été bâti au XVIIe siècle au-dessus du puits du château et reconverti en château d’eau à la fin du XIXe siècle. Il est inscrit monument historique par arrêté du 4 mars 1992.
Il est de plan circulaire et coiffé d'un dôme de pierre. La porte d'origine se situe au nord.
Une seconde porte a été pratiquée au sud pour le cheval en 1794 pour actionner la meule posée sur la margelle de puits, à l'initiative de l'agronome Pierre Duret de la Plane.
À l'intérieur, un puits profond de quinze mètres. La margelle en pierre porte les traces profondes de l'usure des cordes utilisées pour puiser l'eau ainsi que les marques de la fixation de la meule dormante.
Ce pigeonnier combinait deux fonctions.
- Les pigeons ont, en effet, la réputation de débarrasser les vignes des pucerons, des chenilles ou autres parasites et, par ailleurs, fournissent un engrais appréciable pour le maraîchage.
- Le manège à cheval installé autour du puits en 1794 permettait d’élever l’eau dans une cuve logée sous la coupole.

Les outils exposés proviennent de dons de particuliers à l'association.
Une demi-journée de « portes ouvertes » est organisée le premier dimanche du mois de 14 h à 18 h. Des visites guidées pour les groupes sont proposées par l'association sur demande.

### Le hangar du château
À l'emplacement de la maison du paysan, dont il ne reste que le mur Est, ce hangar contient les charrettes et les outils volumineux.

### Le jardin pédagogique
Il est situé entre le pigeonnier et le château. Il a une superficie d'environ 1 000 m2. Y sont cultivés les légumes classiques d'Eysines tels que le giraumon brodé (variété locale de citrouille) ; il y a également un jardin d'aromates.
Des visites et ateliers sont animés par le jardinier municipal qui assure par ailleurs l'entretien de ce jardin.

### La cabane du maraîcher

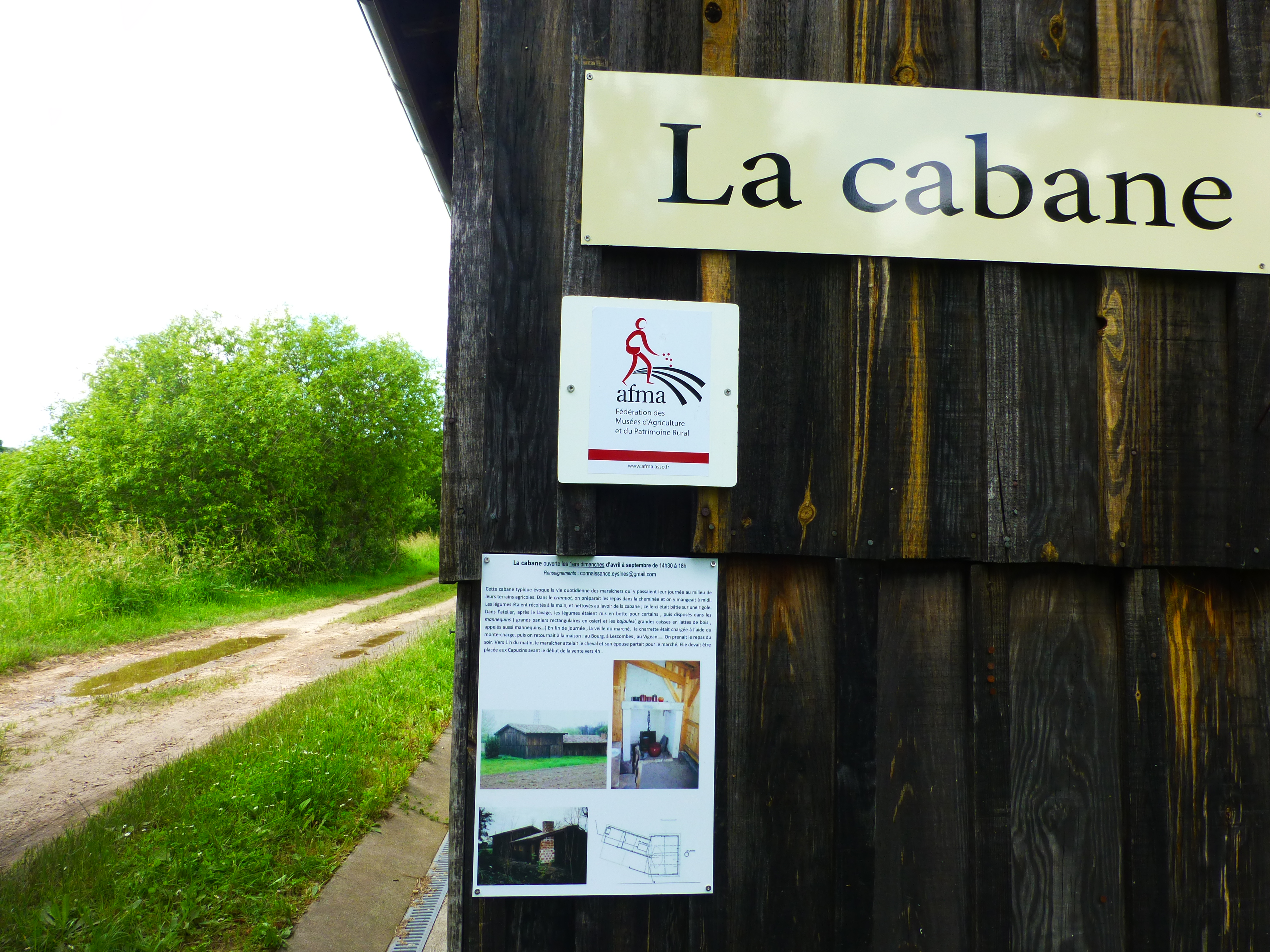
La cabane, rue du Prado

Elle met en scène de A à Z le travail quotidien en plein air des maraîchers aux champs, l'environnement hydrographique ainsi que la vie à l'intérieur de la cabane dans les quatre pièces, le crampot (diminutif de crampa en gascon), l’atelier, le hangar et le box pour le cheval.
Elle a été achetée par la ville à M. Édouard Lacrampette en 2005 et restaurée à l’identique en 2006.
Elle est visitable sur rendez-vous et tous les premiers dimanches du mois d'avril à septembre, de 14h30 à 18h. Entrée gratuite.

## Animations dans la Grange du Château
Jusqu'en 89, date de l'acquisition du domaine par la mairie, la Grange du château a abrité le chai et le cuvier, ainsi que le box du cheval.
Au sous-sol, la cave sert de réserve au musée. Une grande croix blanche, peinte à la chaux sur le mur du fond, porte probablement témoignage du culte protestant sous l'Ancien Régime.
Dans la salle mise à disposition des associations par la mairie, se tient l'Assemblée Générale de l'association.
C'est dans la Grange, en 1999, que s'est tenue la première exposition de photos et d'outils de patrimoine rural organisée par Michel Cognie, professeur d'histoire à la retraite ; cet événement a été à l'origine de la création du musée.

## Communication
- Visites guidées sur demande et circuits avec deux dépliants :
  - Le patrimoine du bourg d'Eysines raconte l'histoire...
  - Le maraîchage d'hier et d'aujourd'hui.

## Galerie

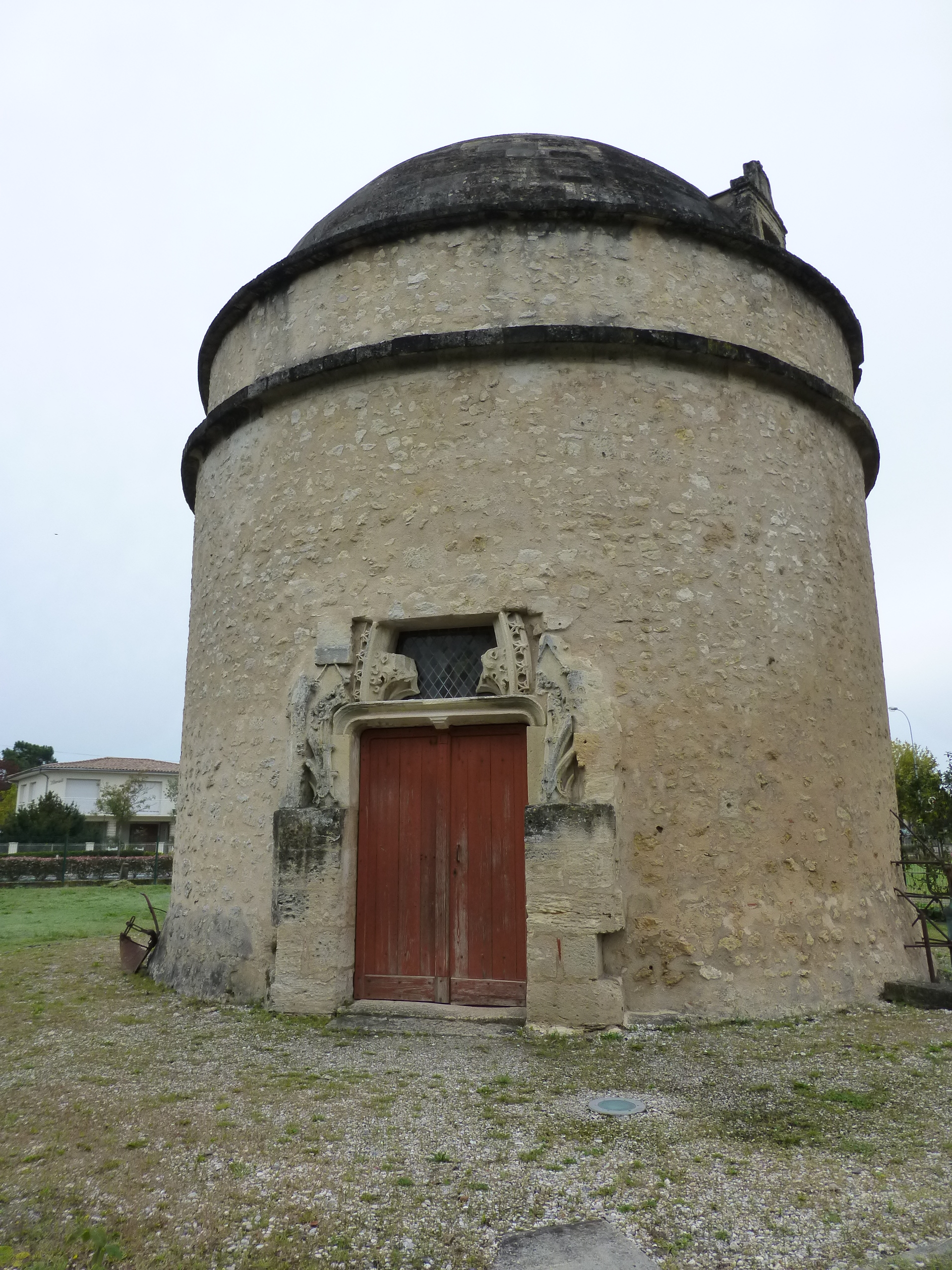
Le pigeonnier-puits
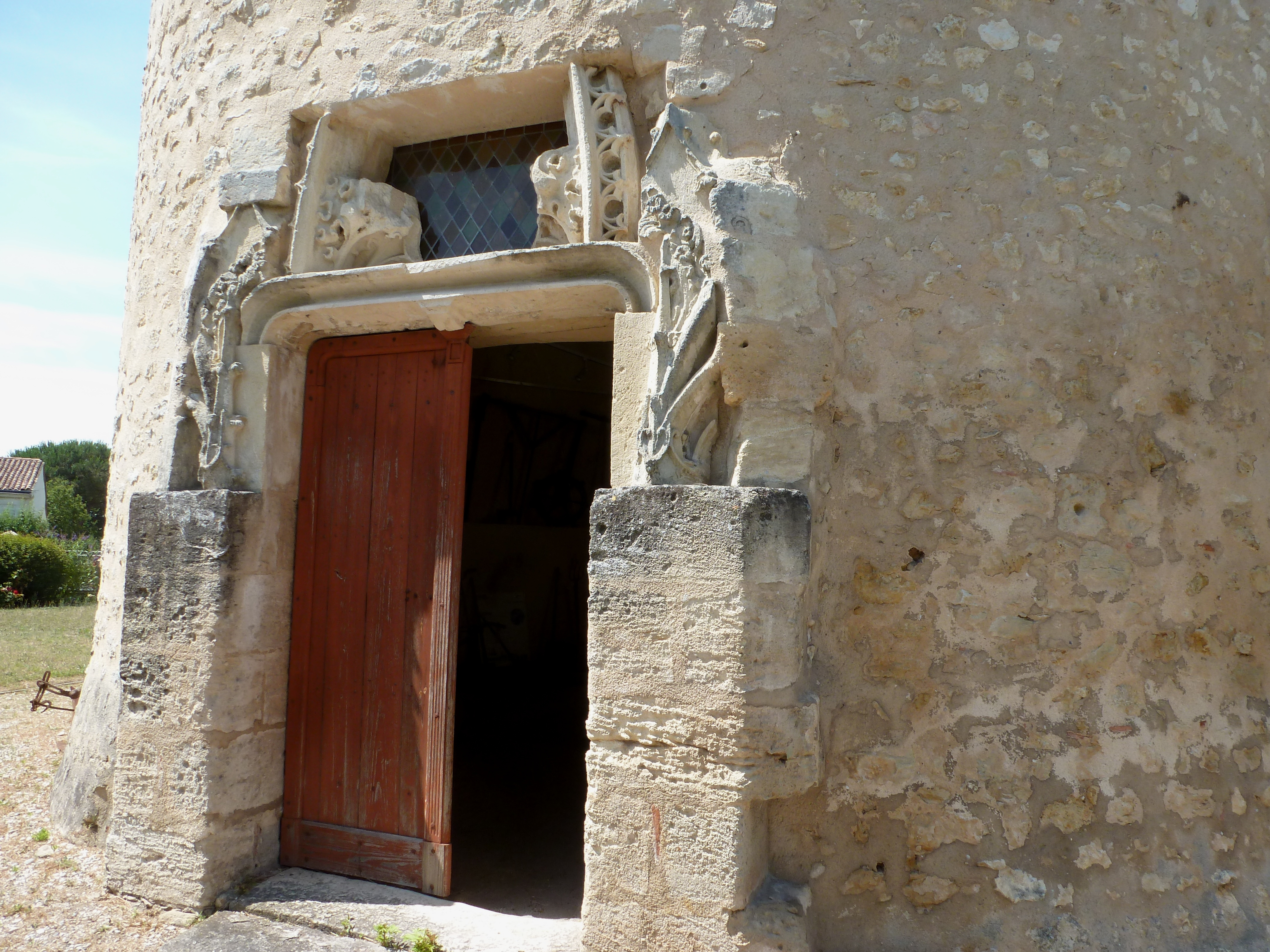
Porte d'entrée sud du pigeonnier, percée pour le passage du cheval
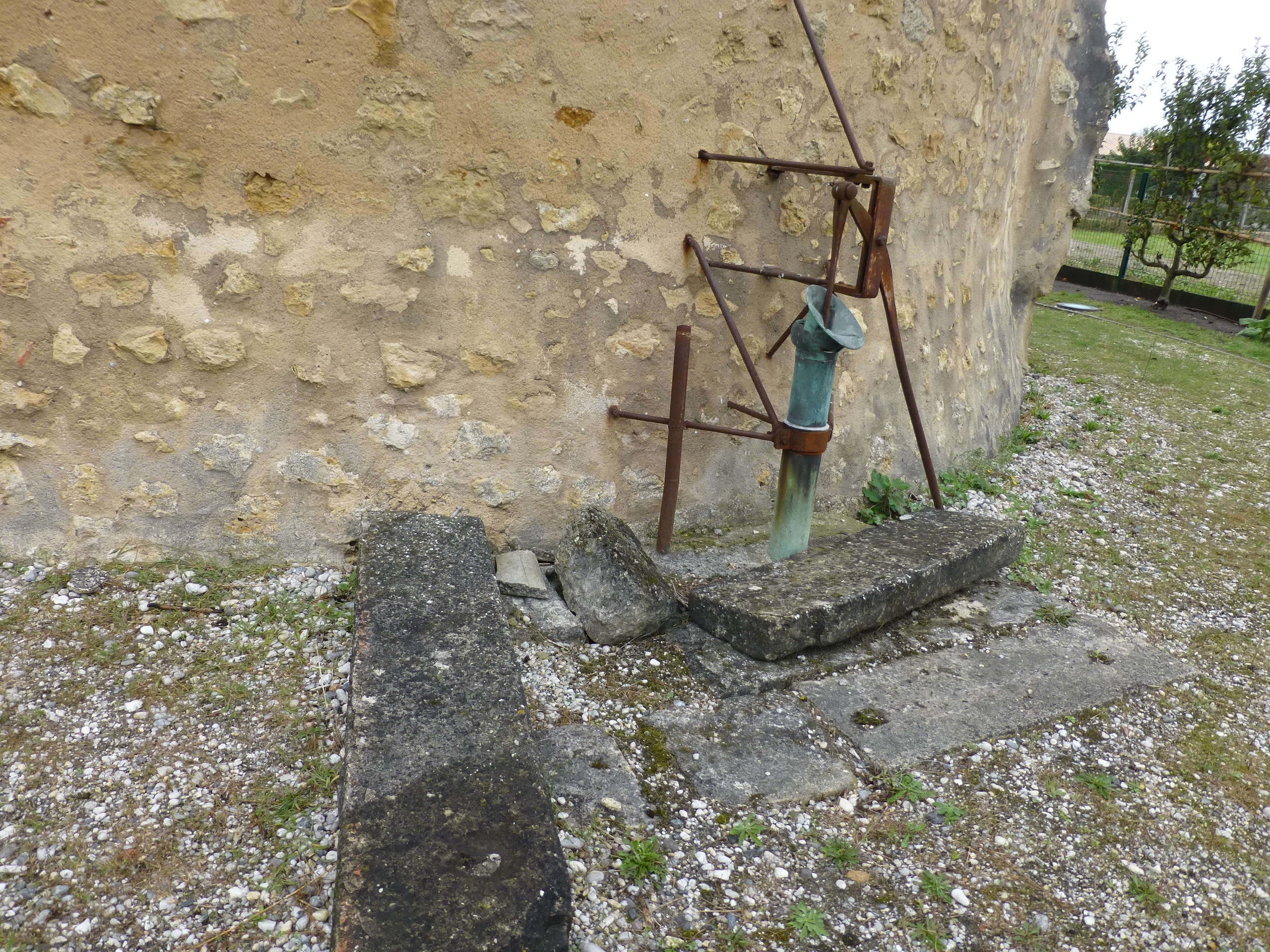
Pompe à l'extérieur
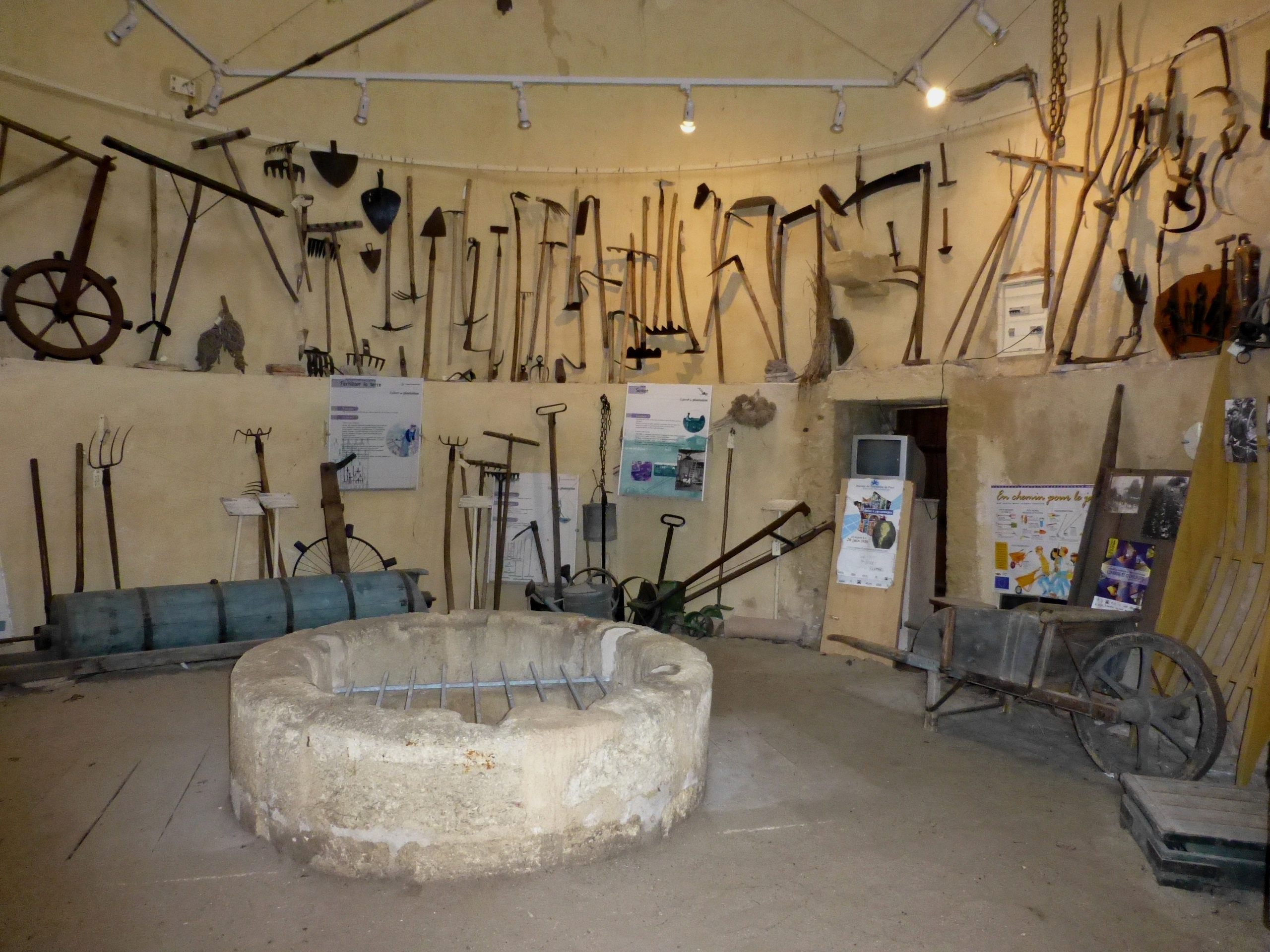
Margelle du puits et outils de maraîchage
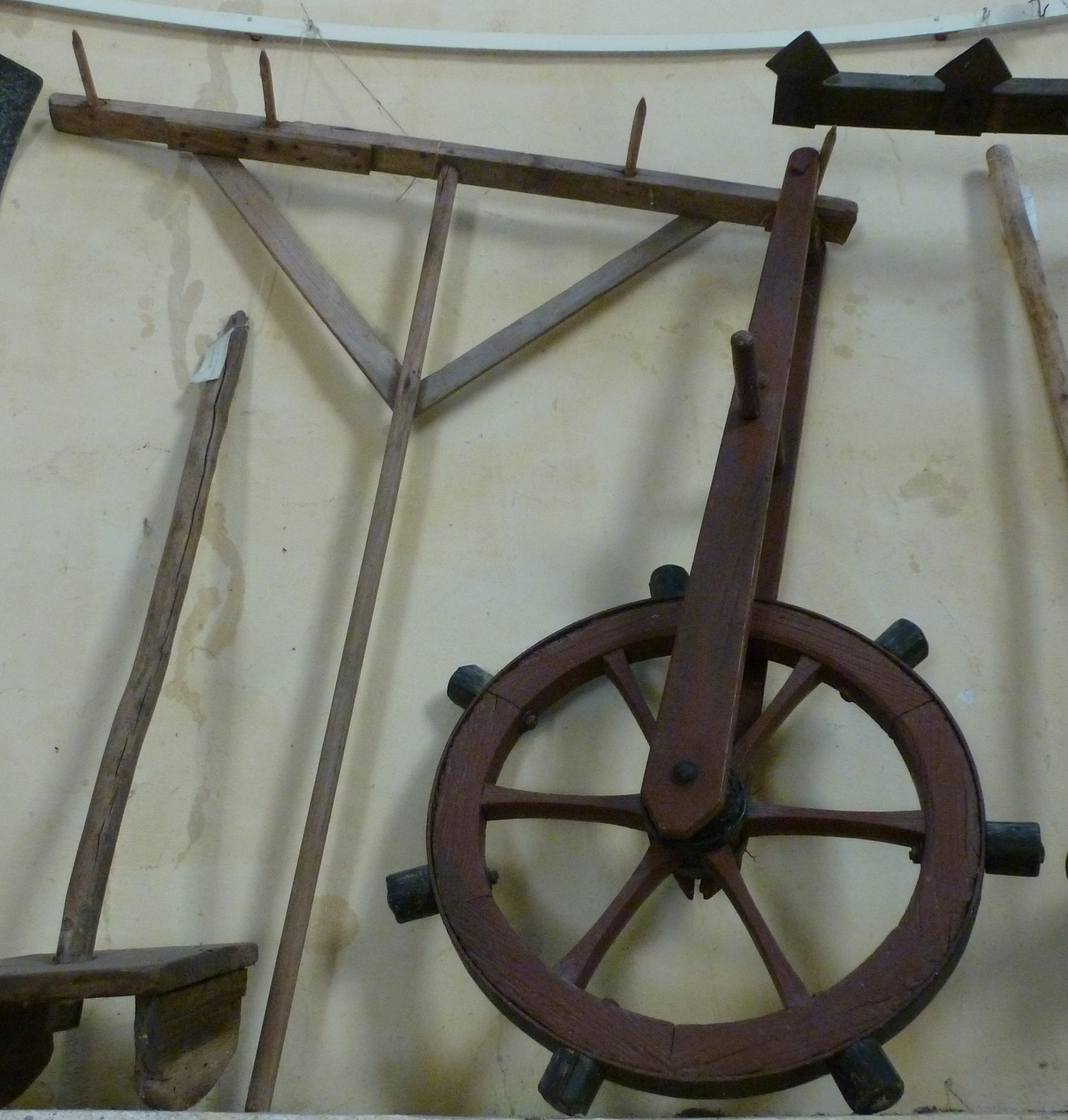
Hique pour les pommes de terre
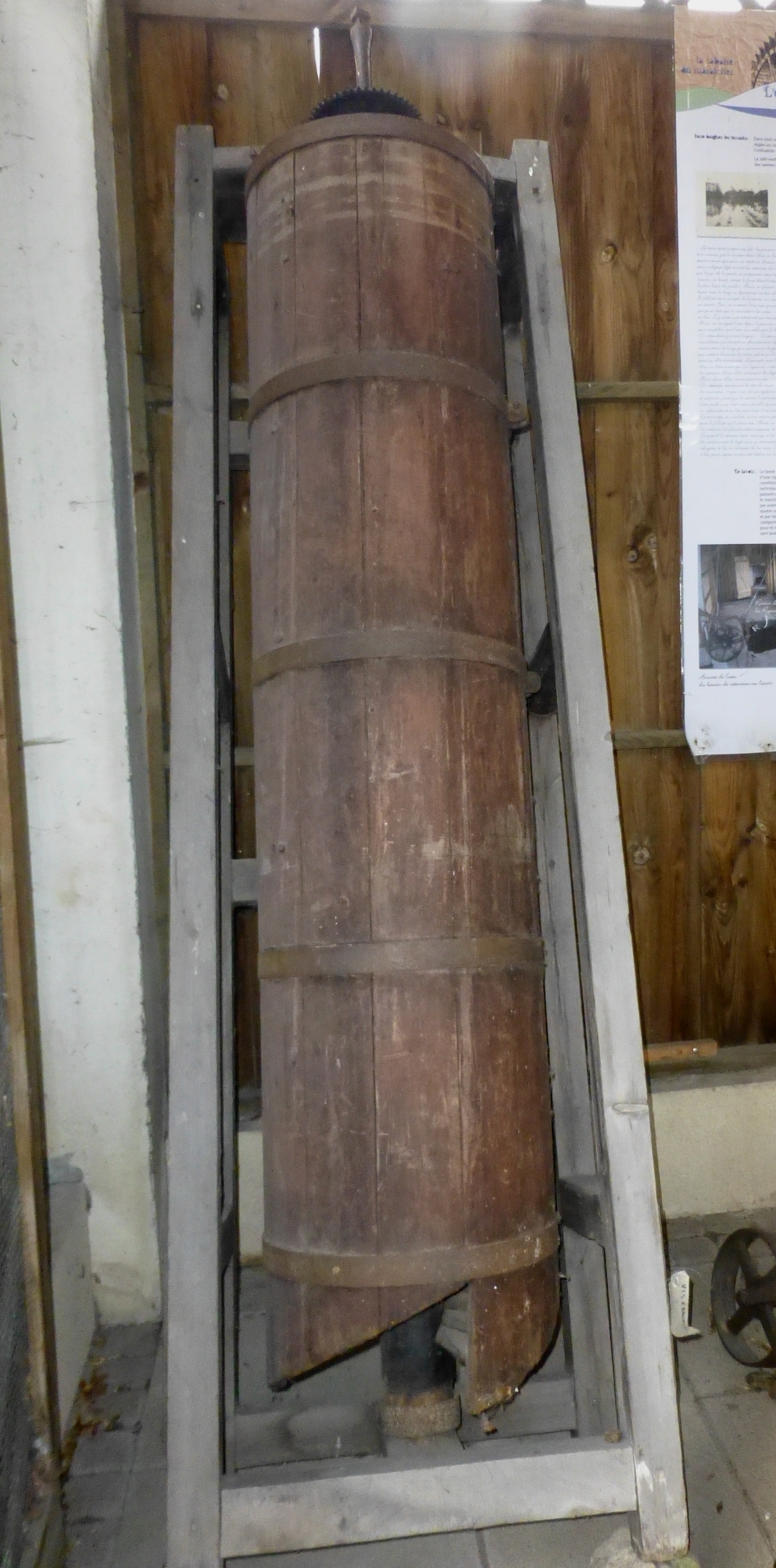
Vis d'Archimède
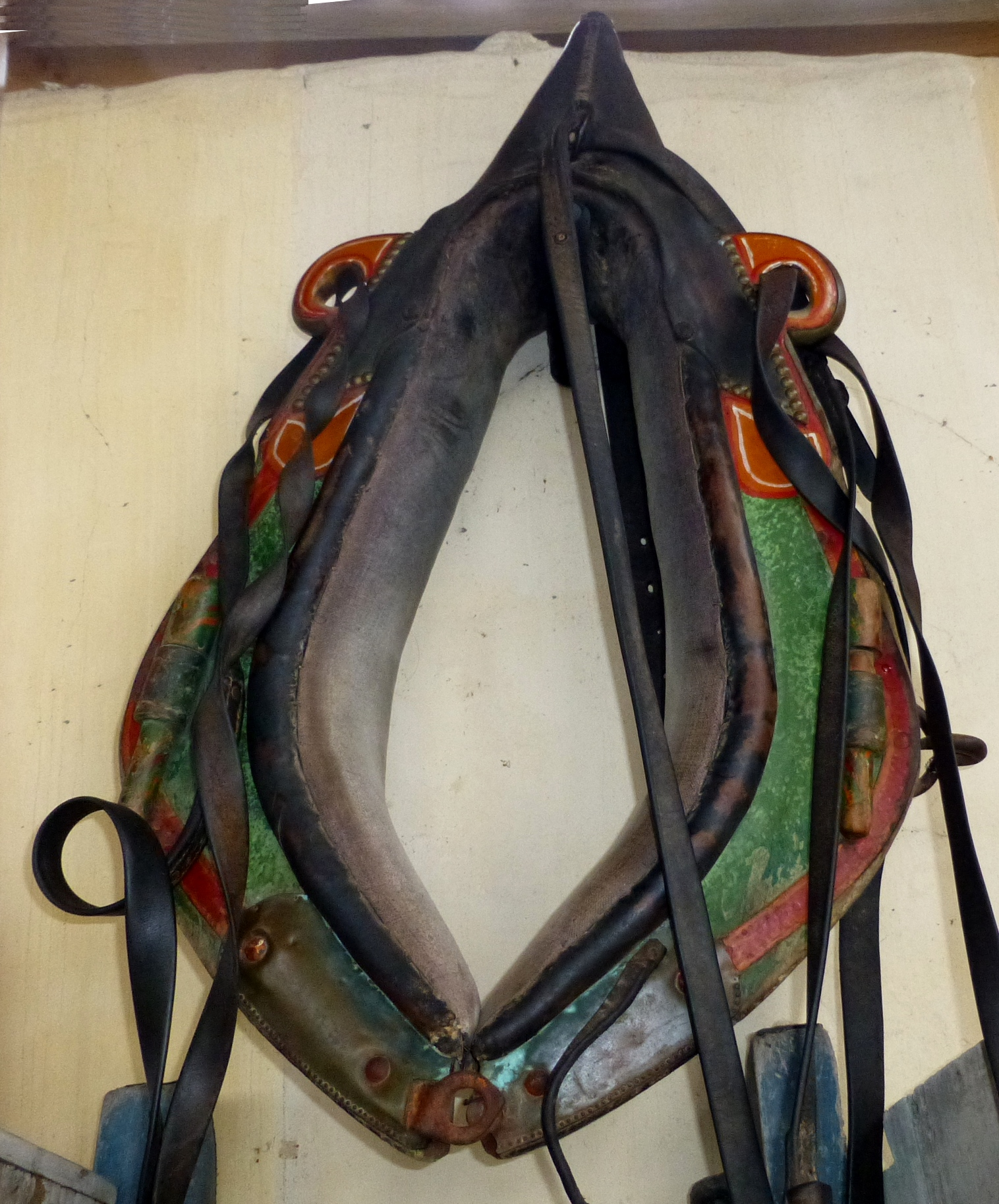
Collier d'épaule
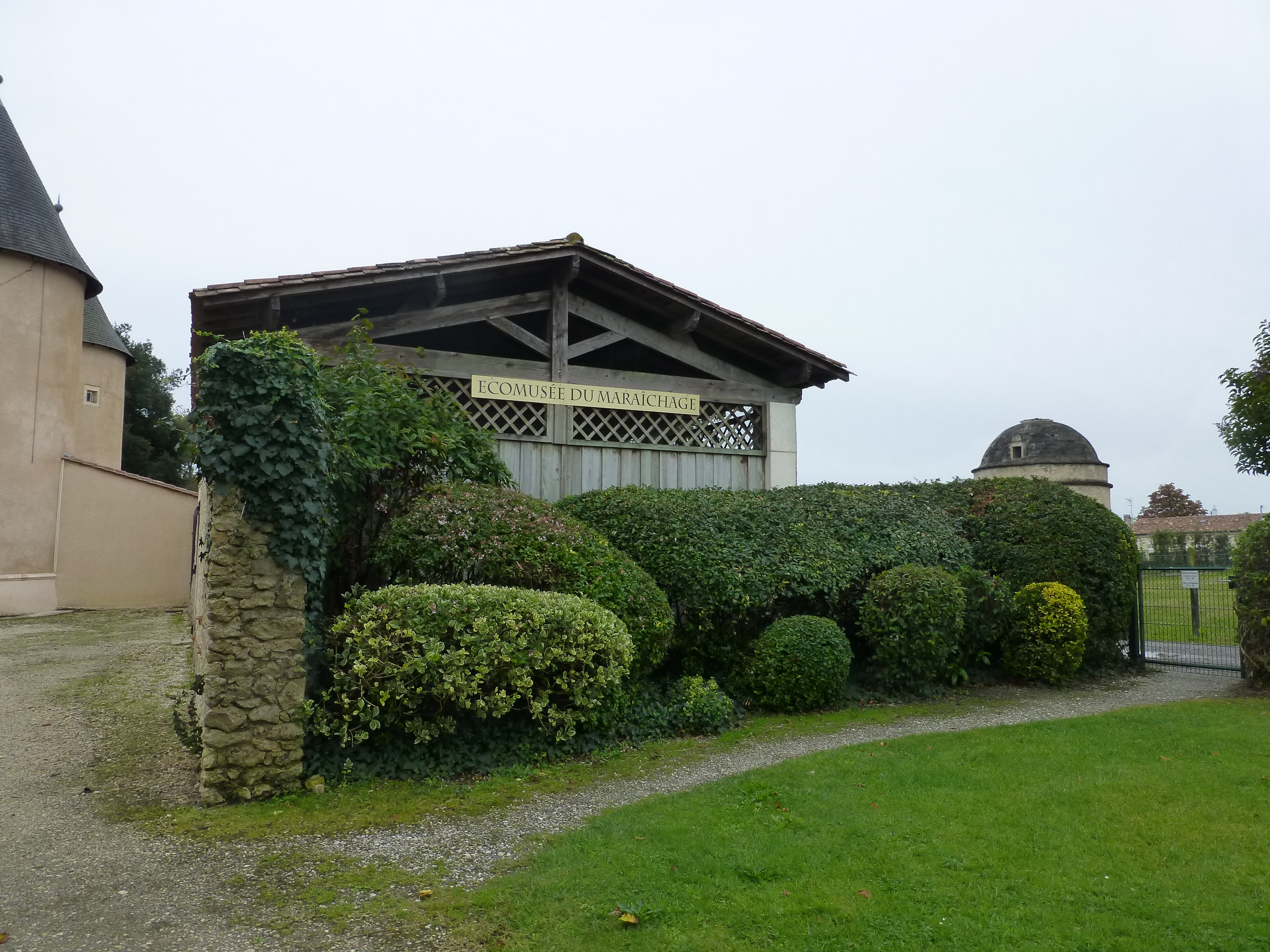
Le hangar du château
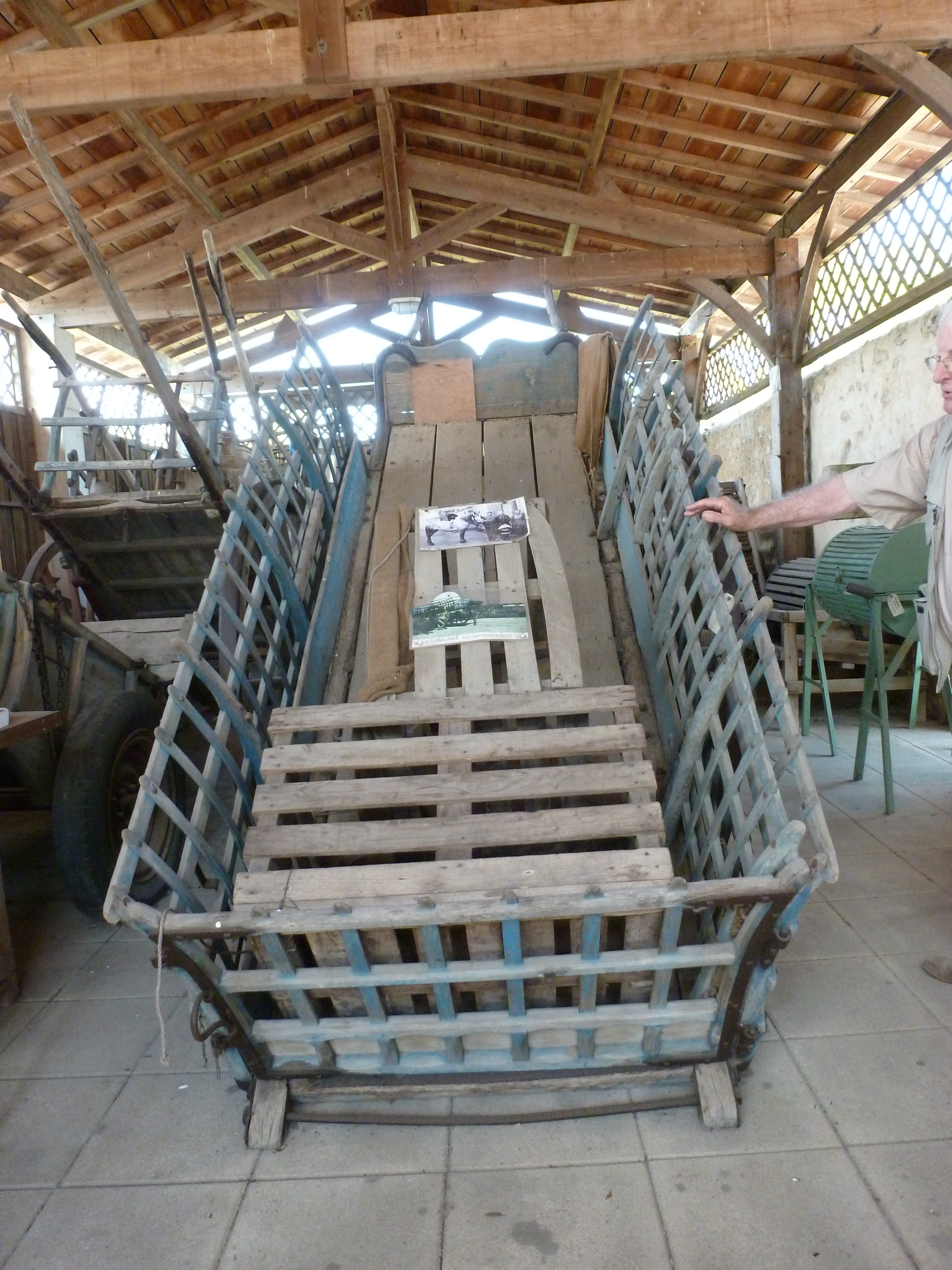
Charrette de maraîcher
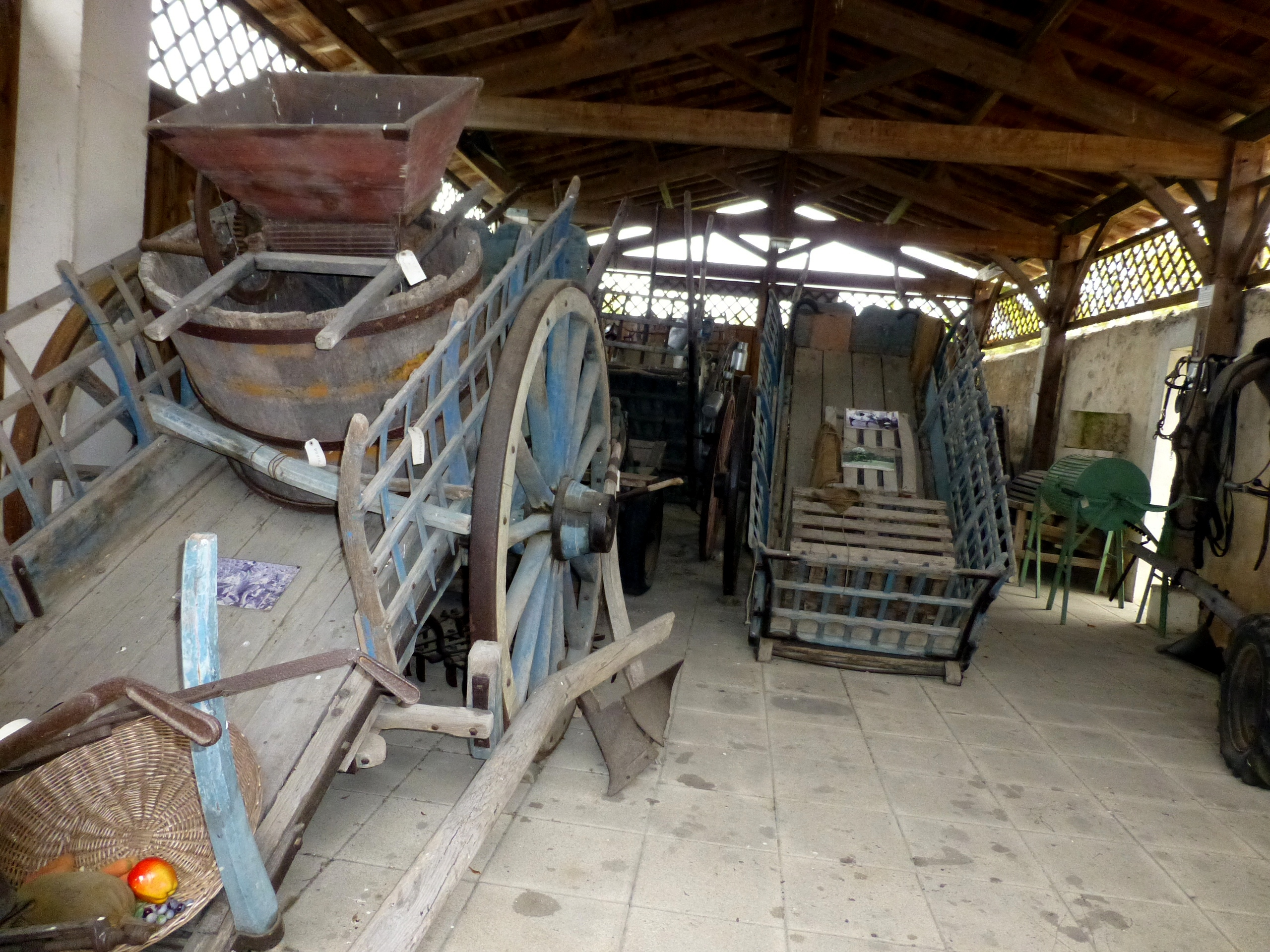
Charrette vigneronne
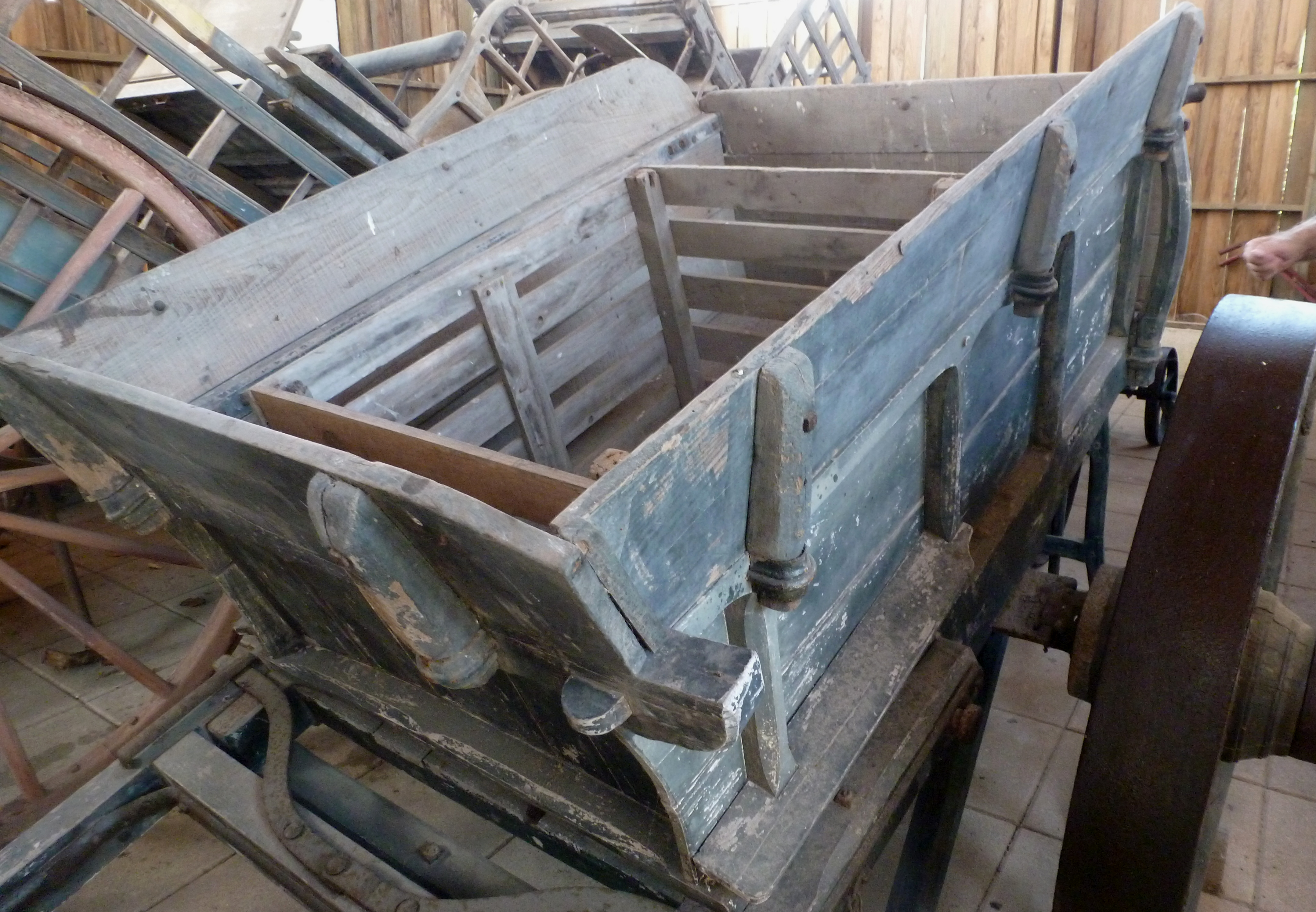
Tombereau pour le fumier
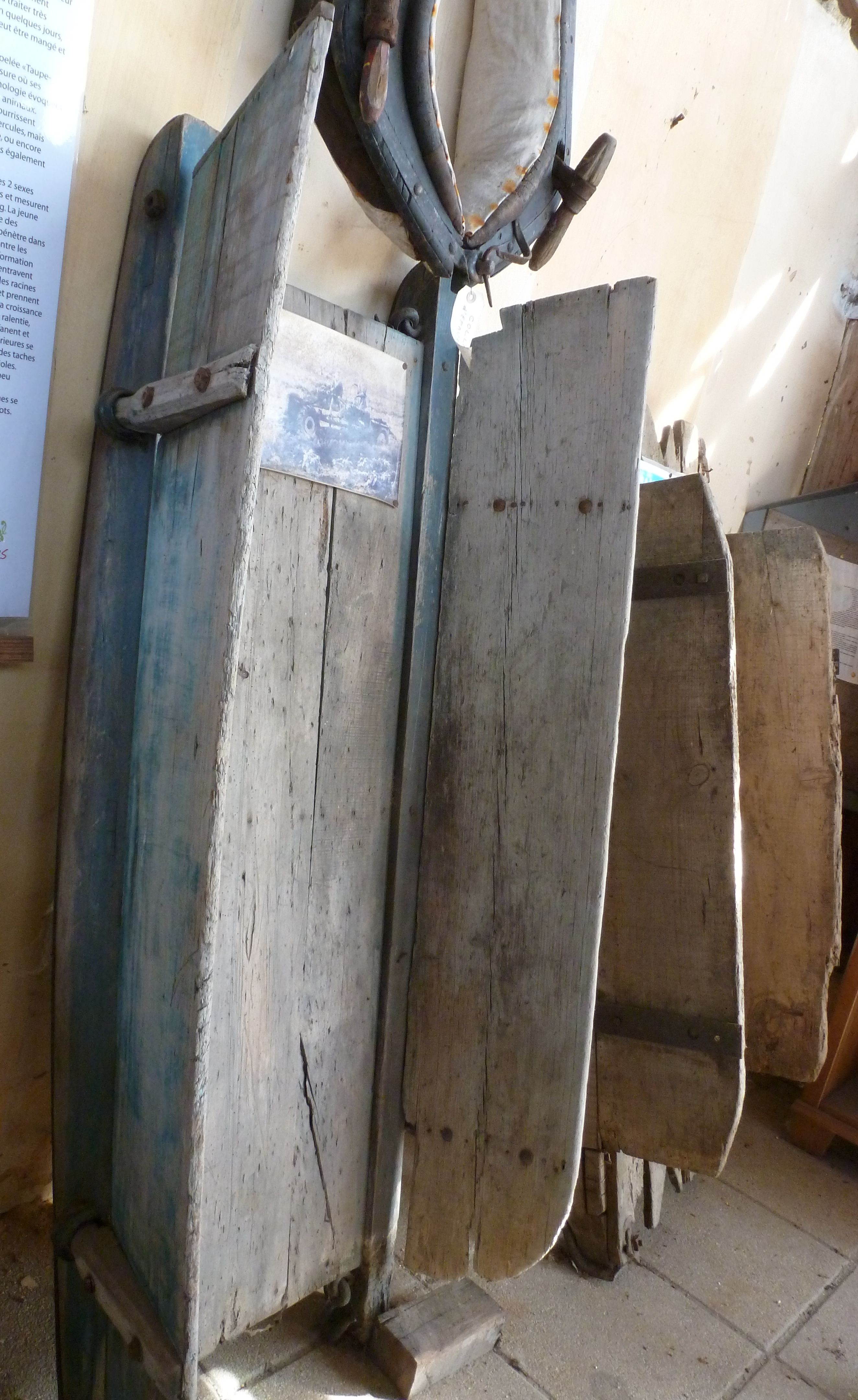
Traînes à fumier
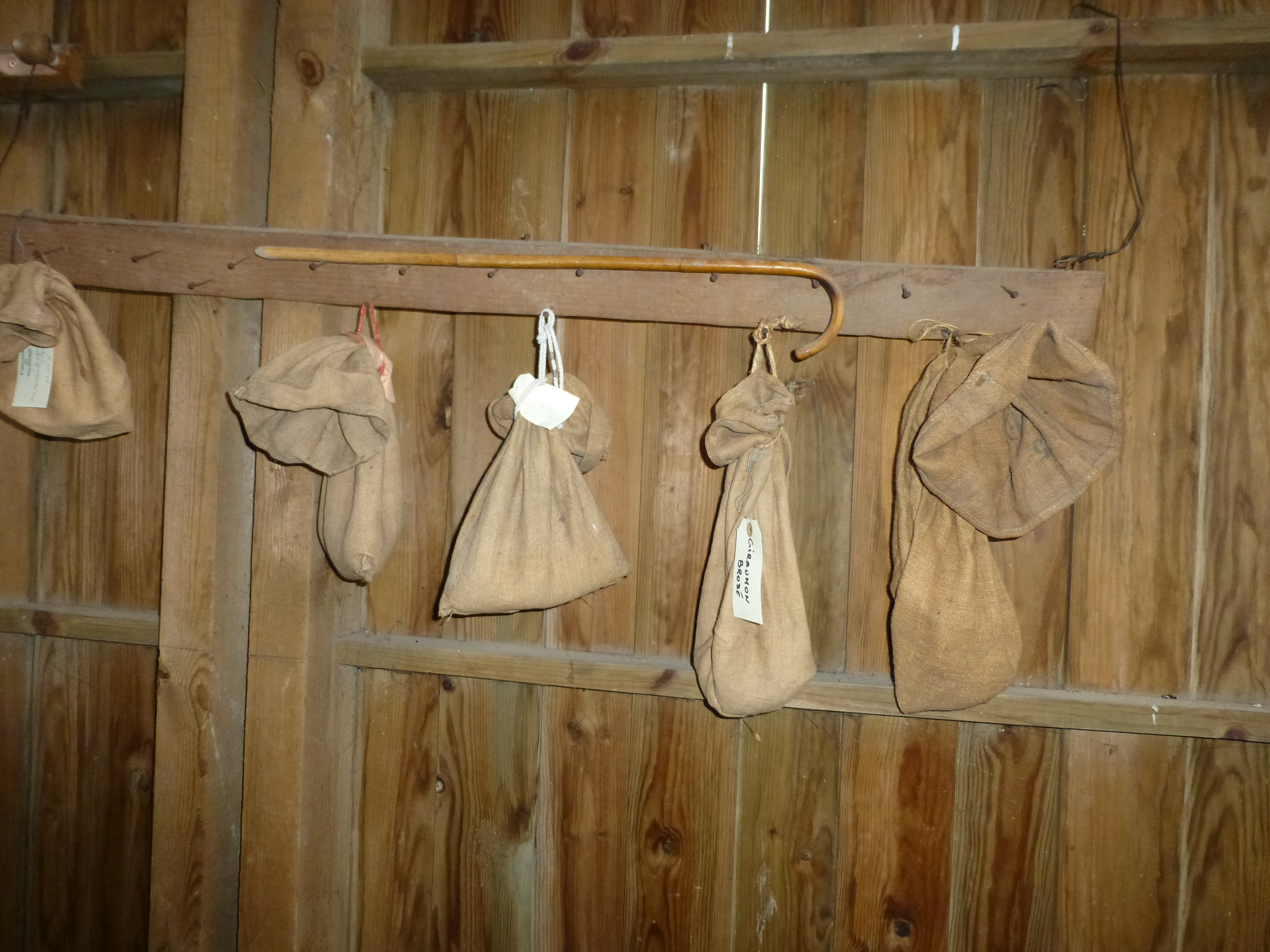
Sacs de graines récupérées tous les ans
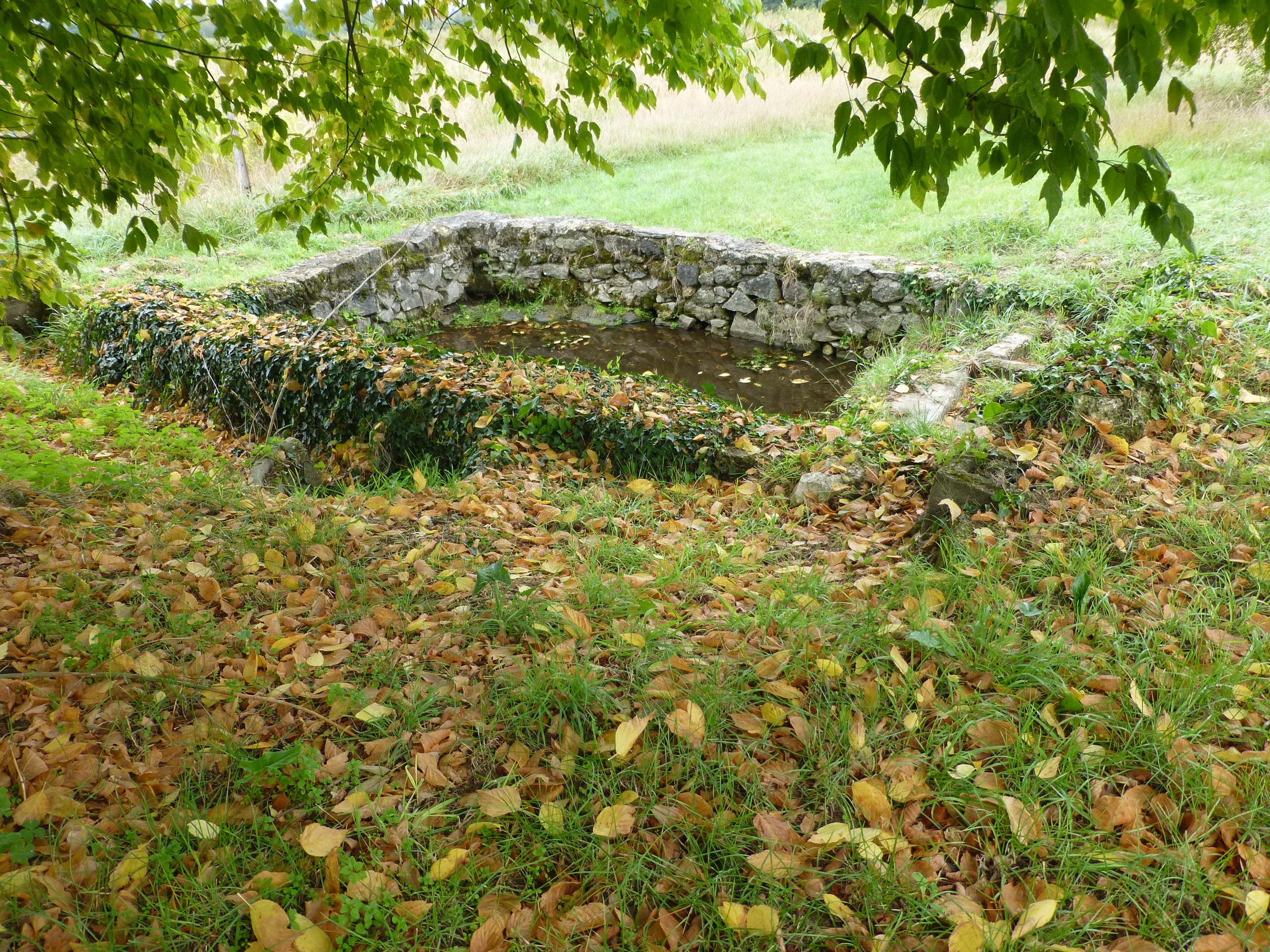
Le lavoir extérieur de la cabane du maraîcher
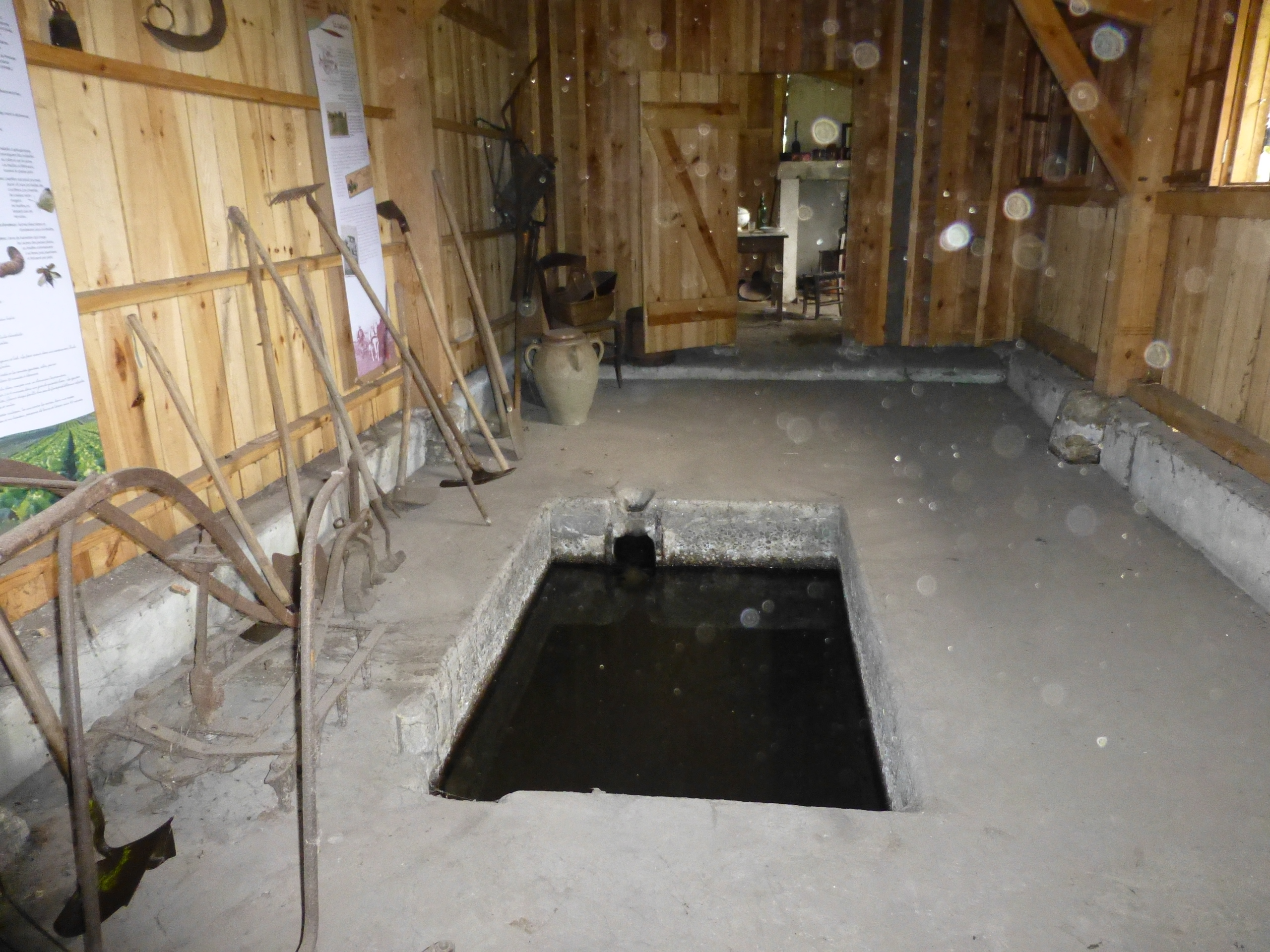
La citerne intérieure où étaient lavés les légumes
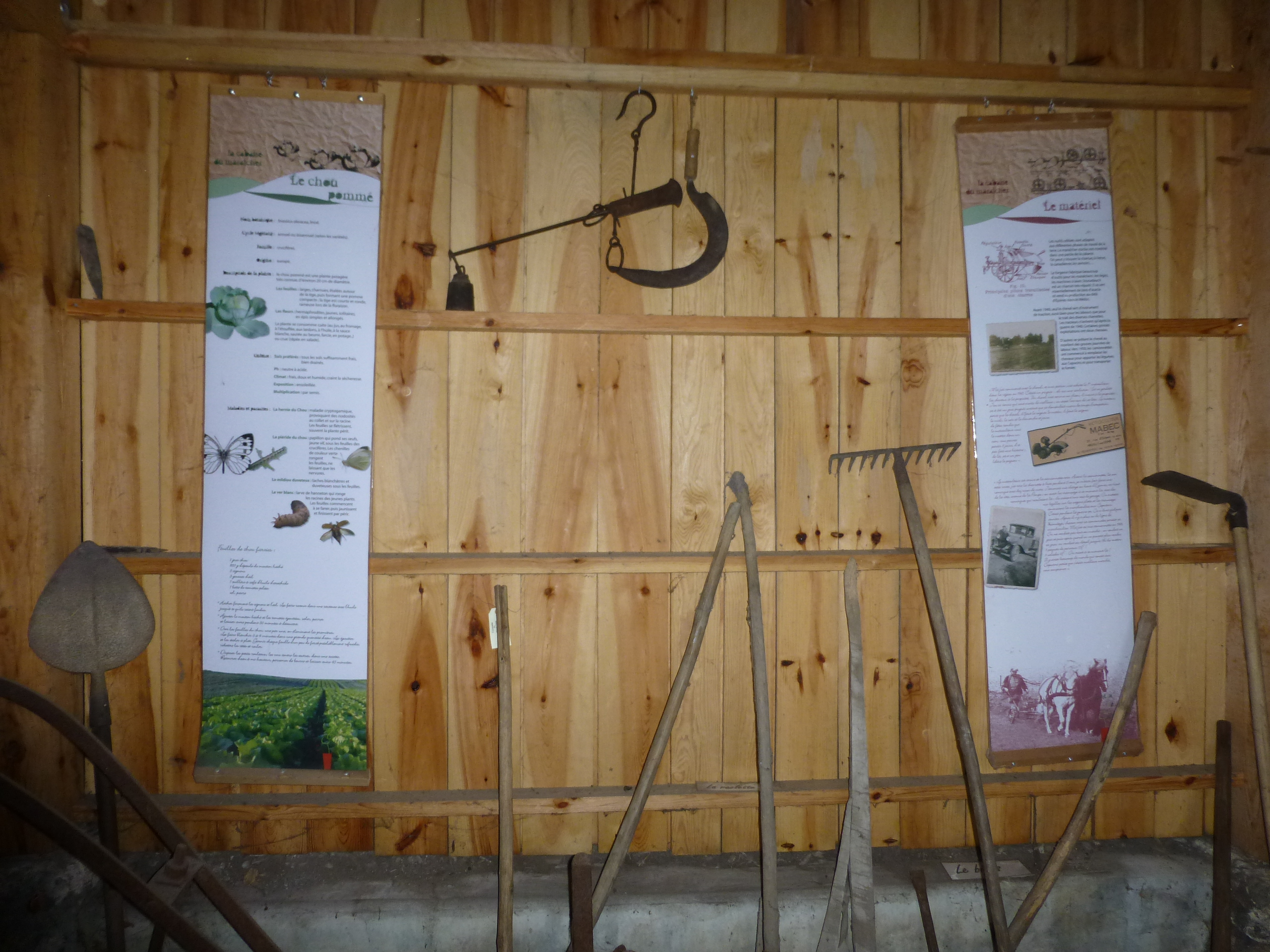
Panneaux et outils dans la cabane
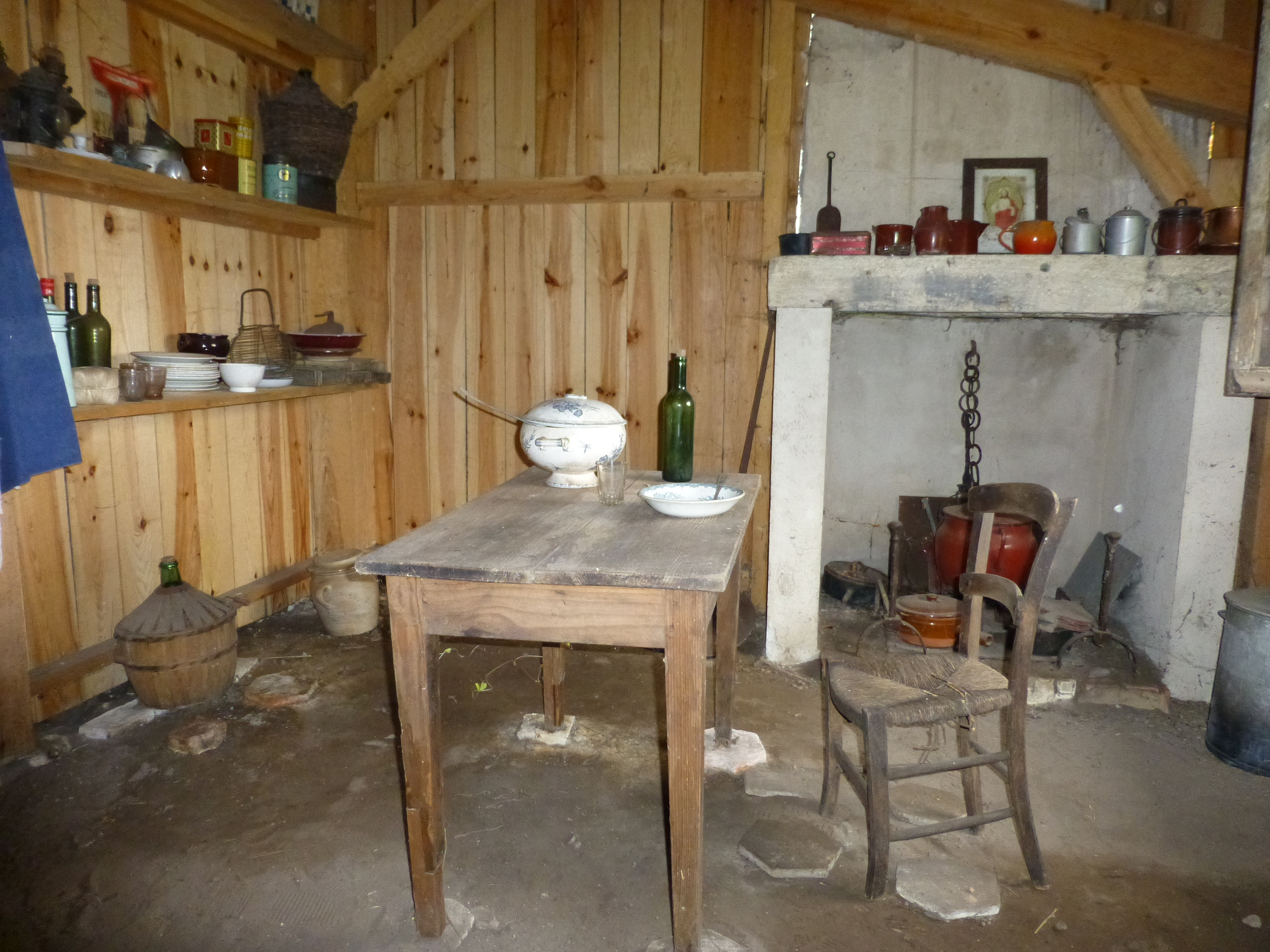
Le crampot
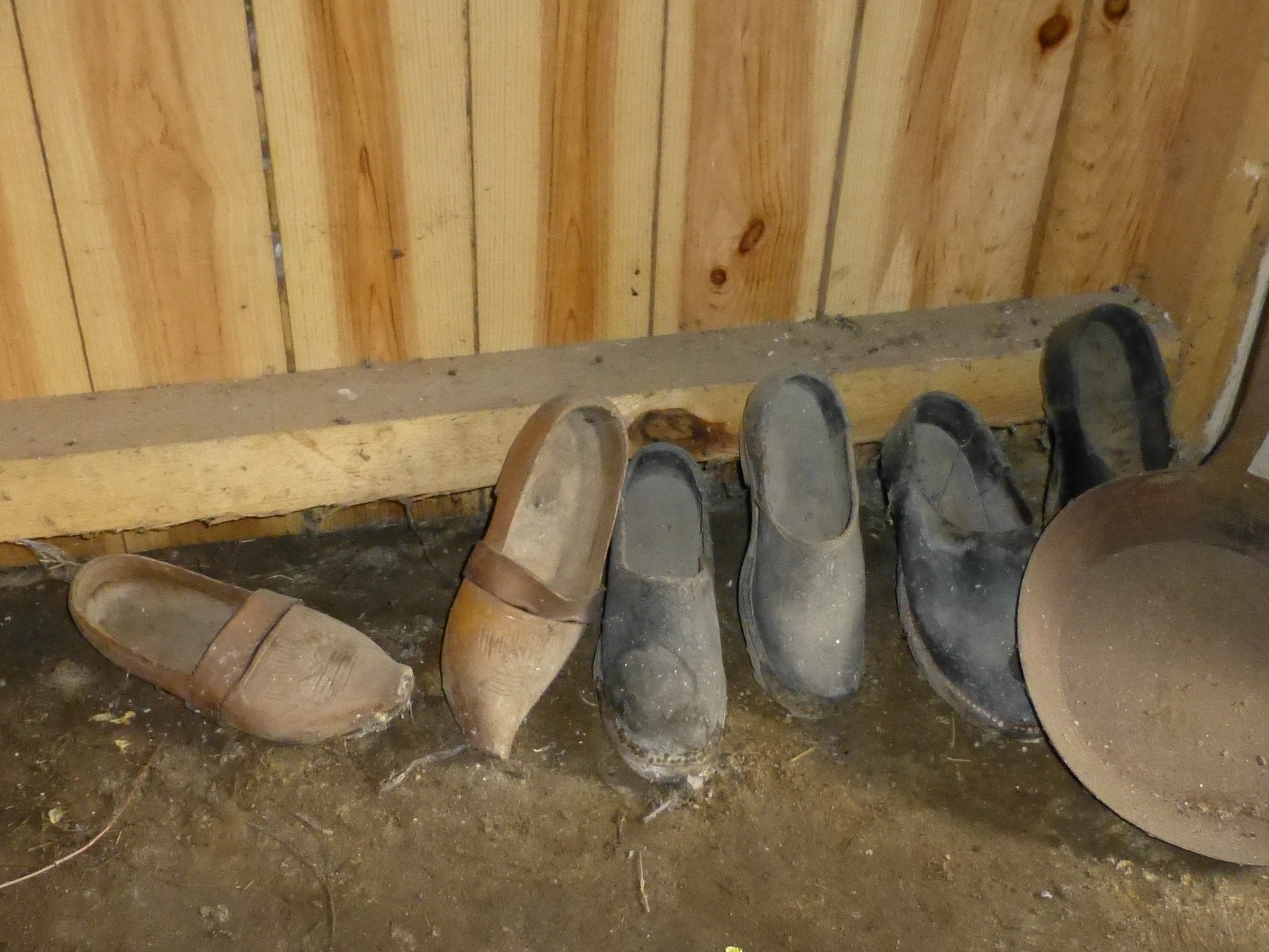
Les sabots